# Pedro Casella
Pedro Casella (31 de octubre de 1898 - 18 de junio de 1971) fue un futbolista uruguayo. Jugaba en la posición de arquero. Con la selección celeste logró dos Copas América y una medalla de oro en Juegos Olímpicos.
Militó en Belgrano Football Club.
Debutó con la selección de su país el 9 de octubre de 1921 ante Paraguay en la Copa América de ese año, aunque en el resto de ese torneo no volvió a atajar (lo haría Manuel Beloutas). No integra el plantel subcampeón del Campeonato Sudamericano 1922, pero sí el del Campeonato Sudamericano 1923, donde juega los tres partidos. Fue el arquero suplente de Andrés Mazali en los Juegos Olímpicos de 1924 y en el Campeonato Sudamericano 1924. Luego no vuelve a formar parte de la selección.